# Souleymanou Hamidou
Souleymanou Hamidou, född 22 november 1973 i Mokolo i Kamerun, är en kamerunsk före detta fotbollsspelare. Från 2003 spelade han för turkiska Denizlispor, som han hade kontrakt med fram tills i juni 2008. Han spelade även för Kamerun under African Nations Cup 2006.